# Marcus Wright (atleta)
Marcus Snowell Wright (Chicago, 21 de abril de 1890-Reading, 5 de agosto de 1975) fue un atleta estadounidense, especialista en la prueba de salto con pértiga en la que llegó a ser subcampeón olímpico en 1912.

## Biografía
Wright nació en Chicago y murió en Reading (Massachusetts). Se graduó del Dartmouth College en 1913.

## Carrera deportiva
En las pruebas olímpicas de 1912, Marc Wright, saltador zurdo de Dartmouth, estableció un récord mundial de 13 pies y 2.5 pulgadas (4.02), convirtiéndose en el primer saltador de 4 metros de la historia.
Compitió por los Estados Unidos en los Juegos Olímpicos de Estocolmo 1912 ganó la medalla de plata en el salto con pértiga, saltando por encima de 3.85 metros, siendo superado por su compatriota Harry Babcock (oro con 3.95 metros), empatado con otro estadounidense Frank Nelson y por delante del canadiense William Halpenny, el estadounidense Frank Murphy y el sueco Bertil Uggla que ganaron la medalla de bronce con 3.80 metros.
Sorprendentemente, Wright, a pesar de ser plusmarquista mundial, nunca tuvo una participación destacada en los campeonatos de la IC4A, quedando empatado en cuarto lugar en 1912 y en segundo lugar en 1913.